# 懷亞特·羅伊
懷特·羅伊（Wyatt Roy，1990年5月22日—）是一位澳洲政治人物，他的黨籍是昆士蘭自由國家黨。自2015年開始，他是朗文選區選出的澳大利亞眾議院的議員。他是現任澳洲創新部副部長。